# تايريج
بلدية تايريج (بالإسبانية: Tírig)‏، هي إحدى بلديات مقاطعة كاستيلون التي تقع في منطقة بلنسية، في شرق إسبانيا.
يبلغ عدد سكانها 555 نسمة وفقاً لإحصائية سنة (2006).